# レシピエント
レシピエント (recipient) とは、英語で使われ、「価値のあるものやサービスを受け取る存在」のように定義される。その存在は、人、グループ、会社、団体、政府など様々である。いくつかの国ではこの用語は、排他的ではないが普通は、賞やメダルといった表彰や贈り物を受け取る存在を指す。

## 一般的な用法
- 表彰において、賞やメダルを受け取るレシピエント
- 行政において、年金（奨学金）を受け取るレシピエント
- 医療において、ドナーから臓器（身体の一部）を受け取るレシピエント